# Muggenbrunn
Muggenbrunn ist seit der Verwaltungsreform am 1. April 1974 ein Stadtteil von Todtnau im baden-württembergischen Landkreis Lörrach.

## Geographie
Muggenbrunn liegt auf einer Höhe von 970 Metern in einer Verflachung des Langenbachtales, wobei hier der Holzschlagbach und das Gartenbächle einmünden. Im Süden und Osten grenzt die Gemarkung an jene des Todtnauer Stadtteils Aftersteg und im Westen an die Gemarkung der Gemeinde Wieden. Im Norden und Nordosten grenzt Muggenbrunn an Waldgebiete die bei der Waldaufteilung 1838 den Gemarkungen Todtnau und Schlechtnau zugewiesen wurden. Auch die Passhöhe des Notschrei gehört zur Gemarkung Todtnau.
Zum Stadtteil Muggenbrunn gehört der Wohnplatz Oberhäuser.

## Name
Für den Namen Muggenbrunn gibt es grundsätzlich zwei Erklärungsansätze. Einerseits wird eine Ableitung aus dem Wort Mugen (= Baumstümpfe) angenommen und andererseits auf einen Personennamen, Muggo (also Muggenbrunn = das Heim des Muggo am Brunnen).

## Geschichte
1483 wird ein Hoff ze Mugenbrunnen erwähnt und 1605 findet sich in einem Schreiben die Form Muckhenprun. Die Besiedelung des Hochtals des Schönenbaches erfolgte von Aftersteg her. „Die verstreut liegenden Höfe verdichteten sich erst im 16. Jahrhundert zu dorfähnlichen Charakter.“ Der Bau einer Silberhütte (1534) am Zusammenfluss von Schönenbach und Holzschlagbach förderte die Bildung des Dorfes. Es wird angenommen, dass bereits damals neben der Schmelzhütte auch eine Poche zur Zerkleinerung des Erzes bestand. Der Standort Muggenbrunn wurde aufgrund des Waldreichtums gewählt, da für den Betrieb einer Schmelze große Mengen an Holz/Holzkohle verbraucht wurden. Erz wurde in den Silberbergwerken in Todtnau und am Schauinsland gefunden, wobei jene in Aftersteg und Todtnauberg bereits 1564/65 und in Todtnau um 1580 aus Mangel an ergiebigen Erzgängen eingestellt wurden. Die verbleibende Bevölkerung musste sich aus Land- und Forstwirtschaft ernähren, entwickelte aber mit der Schneflerei und der Bürstenholzmacherei zusätzliche Gewerbe. Die Bürstenmacherei hatte sich Ende des 18. Jahrhunderts in Todtnau entwickelt und im frühen 19. Jahrhundert folgte Muggenbrunn mit den ersten Bürstenholzmachern (Herstellung von Bürstenkörpern aus Holz). Erst später (ab 1839) finden sich auch in Muggenbrunn Bürstenbinder, die die Bürstenkörper z. B. mit Schweinshaaren bestückten. Im letzten Jahrzehnt des 19. Jahrhunderts finden sich in Muggenbrunn erste Spuren eines Fremdenverkehrsgewerbes, das durch den Bau der Straße über den Notschrei gefördert wurde. Notwendige Investitionen in die Infrastruktur der Gemeinde wurden ab 1922 durch eine Fremdensteuer-Ordnung (Kurtaxe) finanziert.
Muggenbrunn gehörte zur sanktblasianischen Talvogtei Todtnau, die wiederum zur vorderösterreichischen Grafschaft Hauenstein gehörte und Waldvogt in Waldshut verwaltet wurde, da das Kloster zu den Breisgauer Landständen gehörte und die Landeshoheit bei den Habsburgern lag.
Durch den Reichsdeputationshauptschluss kam der vorderösterreichische Breisgau an das kurzlebige Herzogtum Modena-Breisgau, das alsbald wieder an das Haus Habsburg vererbt wurde. Durch den Frieden von Pressburg kam dieses Herzogtum 1806 an das Kurfürstentum Baden, das noch im gleichen Jahr von Napoleon zum Großherzogtum Baden gemacht wurde.
Das Großherzogtum schuf in der Verwaltungsreform von 1807 das Bezirksamt Schönau, dem auch Muggenbrunn (zusammen mit der ganzen Talvogtei Todtnau) zugeordnet wurde. Erst bei der Auflösung der Talvogtei Todtnau 1809 wurde Muggenbrunn eine selbständige Gemeinde und blieb dies dann 165 Jahre lang. Die Gemarkung wurde 1838 nach der Aufteilung der Wälder der Talvogtei auf die selbständigen Gemeinden festgelegt, wobei die Wälder am Notschrei bei Todtnau verblieben. Nach der Auflösung des Bezirksamtes Schönau 1924 wurde das Bezirksamt Schopfheim für Muggenbrunn zuständig.
Mit Verordnung vom 25. November 1937 wurde auch für den bisherigen Amtsbezirk Schopfheim das Gesetz über die Neueinteilung der inneren Verwaltung vom 30. Juni 1936 per 1. April 1938 voll in Kraft gesetzt und Muggenbrunn kam zum Landkreis Lörrach.
Per 1. April 1939 wurden Muggenbrunn und Aftersteg vom Landkreis Lörrach in den Landkreis Neustadt im Schwarzwald umgegliedert. Die französische Militärregierung beließ 1945 grundsätzlich die Gemeinde und Landkreiseiteilung in ihrem Besatzungsgebiet, aber per 1. Oktober 1945 wurde die Gemeinde Muggenbrunn (zusammen mit Aftersteg, Todtnau und Todtnauberg) vom Landkreis Neustadt zum Landkreis Lörrach umgegliedert.

## Politik

### Eingemeindung
Am 1. April 1974 wurde Muggenbrunn zusammen mit Aftersteg, Geschwend, Präg und Todtnauberg nach Todtnau eingemeindet.

### Ortschaftsrat
Die Gemeindeordnung (GeO) Baden-Württemberg regelt die Ortschaftsverfassung in den §§ 67–76.
Die Stadt Todtnau hat auf dieser Grundlage eine Ortschaftsverfassung eingeführt. Muggenbrunn hat einen Ortschaftsrat mit sechs Mitgliedern. Ortsvorsteherin ist Marion Isele.

### Wappen
Blasonierung: „In Silber auf grünem Schildfuß ein roter Brunnen mit blauem Wasserstrahl.“
Das Wappen wurde vom Generallandesarchiv Karlsruhe entworfen und von der Gemeinde 1901 angenommen. Im 19. Jahrhundert und noch teilweise bis 1938 im Gebrauch war ein Ortssiegel das im Vordergrund einen Baumstumpf mit einem daraus sprossenden Blätterzweig und im Hintergrund einen Brunnen mit laufendem Wasserstrahl zeigt.

## Bevölkerung und Religion

### Einwohner
Die Zahl der Einwohner von Muggenbrunn entwickelte sich wie folgt:
| Jahr | Einwohner |
| ---- | --------- |
| 1852 | 350       |
| 1871 | 363       |
| 1880 | 325       |
| 1890 | 308       |
| 1900 | 314       |
| 1910 | 285       |
| 1925 | 268       |

| Jahr | Einwohner |
| ---- | --------- |
| 1933 | 262       |
| 1939 | 263       |
| 1950 | 335       |
| 1956 | 304       |
| 1961 | 307       |
| 1970 | 294       |
| 2022 | 236       |

### Religion

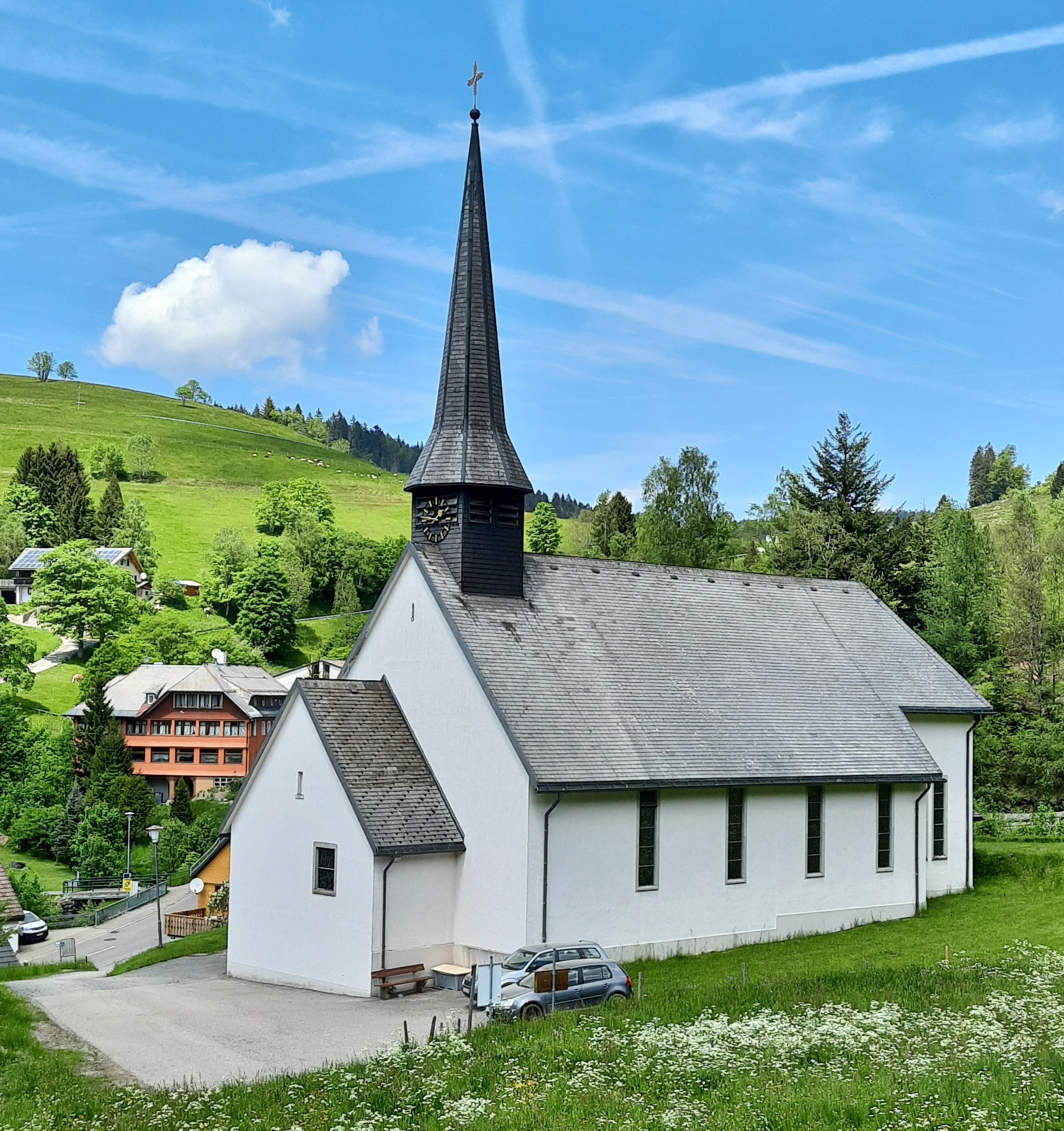
St. Cornelius in Todtnau-Muggenbrunn

Aufgrund der historischen Zugehörigkeit zu Vorderösterreich war die katholische Konfession über Jahrhunderte dominierend und ist auch heute noch die weitaus stärkste Konfession. In Muggenbrunn steht die katholische Filialkirche St. Cornelius, die zur Seelsorgeeinheit Oberes Wiesental gehört.
Die Evangelischen Bewohner werden durch die evangelische Kirchengemeinde Todtnau betreut.
Die Zugehörigkeit zu den Religionsgemeinschaften verteilte sich in der Vergangenheit wie folgt:
| Jahr | Religion    | Religion   | Religion |
| Jahr | evangelisch | katholisch | sonstige |
| ---- | ----------- | ---------- | -------- |
| 1858 | 0,0 %       | 100,0 %    | 0,0 %    |
| 1925 | 0,0 %       | 100,0 %    | 0,0 %    |
| 1950 | 16,1 %      | 82,4 %     | 1,5 %    |
| 1961 | 10,4 %      | 89,6 %     | 0,0 %    |
| 1970 | 6,5 %       | 92,9 %     | 0,7 %    |

## Kultur und Sehenswürdigkeiten

### Bauwerke
Neben der katholischen St. Cornelius-Kirche gibt es die ehemalige Evangelische Kirche Muggenbrunn. 2017 wurden in Muggenbrunn die Reste einer ausgedehnten Schanzenanlage dokumentiert.

### Grünflächen und Naherholung
Seit 1995 ist auf der Gemarkung Muggenbrunn das Naturschutzgebiet Langenbach-Trubelsbach mit einer Fläche von 36 Hektar ausgewiesen, wobei es sich um ein Mosaik von Mooren und Feuchtgebieten handelt.

### Sport
Der Ski-Club Muggenbrunn wurde bereits 1922 gegründet.

## Wirtschaft und Infrastruktur

### Bildung
Die Grundschulkinder besuchen die Grundschule in Todtnauberg, die eine Außenstelle der Grundschule Oberes Wiesental ist. Hier steht auch Skifahren auf dem Lehrplan. Auch der nächste Kindergarten ist in Todtnauberg.

### Tourismus
Muggenbrunn ist ein Wintersportort mit fünf Liftanlagen. Es gibt einen Campingplatz, sowie mehrere Beherbergungs- und Gastronomiebetriebe.

## Persönlichkeiten, die im Ortsteil gewirkt haben
- Fritz Ludin (1875–1941), deutscher Lehrer und Autor.